# 圣马丹迪蒙
圣马丹迪蒙（法語：Saint-Martin-du-Mont，法語發音：[sɛ̃ maʁtɛ̃ dy mɔ̃] ⓘ）是法国东部安省的一个市镇，属于布雷斯地区布尔格区。

## 地名
法语人名在日常人名译名以及《世界人名翻譯大辭典》、《法语姓名译名手册》等主流人名译名类书籍资料中多译作“马丁”，不过在《世界地名翻译大辞典》、《世界地名译名词典》和《法国地图册》等主流地名译名类书籍资料中多译作“马丹”。

## 地理
圣马丹迪蒙（46°6'6"N, 5°19'42"E）面积28.09 平方千米，位于法国奥弗涅-罗讷-阿尔卑斯大区安省，该省份为法国东部省份，北起汝拉省，西北接索恩-卢瓦尔省，西接罗讷省和里昂大都会，南至伊泽尔省，东与萨瓦省、上萨瓦省和瑞士接壤。
与圣马丹迪蒙接壤的市镇（或旧市镇、城区）包括：塞尔蒂讷、德吕亚、茹尔南、博阿-梅里亚-里尼亚、安河畔讷维尔、托西亚、拉特朗克利耶尔。
圣马丹迪蒙的时区为UTC+01:00、UTC+02:00（夏令时）。

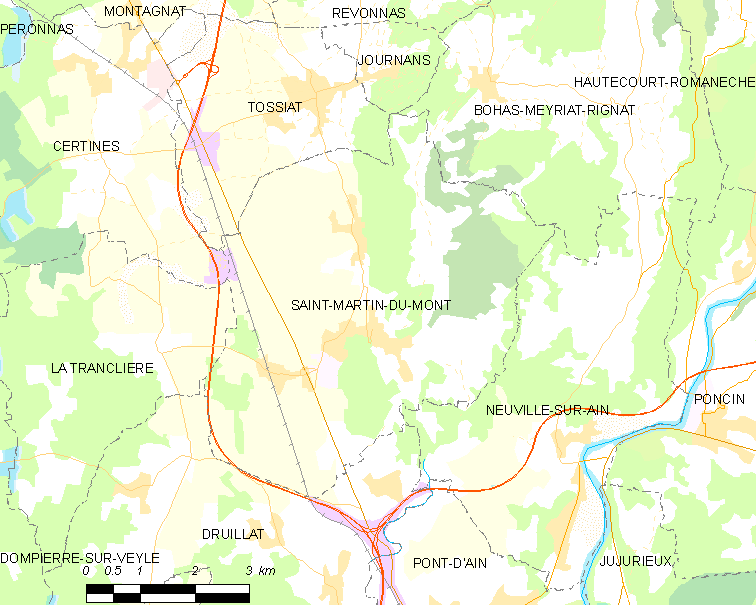
圣马丹迪蒙的OSM定位图

## 行政
圣马丹迪蒙的邮政编码为01160，INSEE市镇编码为01374。

## 政治
圣马丹迪蒙所属的省级选区为塞泽里亚县。

## 人口

1962-2008年间圣马丹迪蒙人口变化图示

圣马丹迪蒙于2022年1月1日时的人口数量为1953人。